# 郭馨雅
郭馨雅為台灣女性配音員。

## 人物介紹
- 為女聲合唱團「台北女聲合唱團」的成員之一。

## 配音作品
- 主要角色名稱以粗體顯示。
- 以下皆為國語配音。

### 台灣動畫
| 播映年份 | 作品名稱         | 配演角色 | 首播平台 | 備註  |
| -------- | ---------------- | -------- | -------- | ----- |
| 2010     | 小貓巴克里       | 巴克里   | 公視     |       |
| 2011     | 山豬 飛鼠 撒可努 |          | 公視     |       |
| 2014     | 觀測站少年       | 漢寶     | 公視     | [ 1 ] |

### 台灣動畫電影
| 播映年份 | 作品名稱             | 配演角色              | 備註 |
| -------- | -------------------- | --------------------- | ---- |
| 2018     | 阿卡的冒險：光子秘密 | 穿山甲 電視節目主持人 |      |

### 中國大陸動畫
- 《閃電衝線》：李越銘
- 《閃電衝線三》：宮本次郎、金成慧
- 《藍貓》：藍貓

### 中國大陸電影
- 《桃姐》：梅姑、金姨之女、辦公室秘書※台灣上映之國台語版

### 日本動畫
- 《火影忍者》：我愛羅、祭、靜音、御手洗紅豆、菖蒲、赤砂蠍（本體）、大蛇丸（少年期）、二尾又旅、輕、野原凜、風祭萌黃、伊那利（疾風傳）、宇智波美琴、春野芽吹
- 《李洛克的青春全力忍傳》：祭、我愛羅、靜音、菖蒲、御手洗紅豆、赤砂蠍
- 《慕留人 火影新世代》：伊豆野山葵、風祭萌黃、山中祭、靜音、御手洗紅豆、我愛羅
- 《銀魂》：定春、猿飛菖蒲、柳生九兵衛、月詠、小玉、陸奧、結野水晶、沖田三葉、花野咲、長谷川夏、葛葉、阿音、錦幾松、阿房、花子、來島真多子、巳厘野道滿（幼年）、阿國凱薩琳（第1集）、
- 《十二國記》：大木鈴
- 《飛行船的冒險》：小威廉、沙夏
- 《蒼穹之戰神》：卡農‧梅芬絲、羽佐間翔子、小楯衛、遠見弓子、赫斯特·蓋洛普、立上芹、小楯千沙都
- 《嬉皮笑園》：片桐姬子、芹澤茜、柏木優奈、美蒂亞、五十嵐美由紀
- 《捍衛者21》：太刀川里香
- 《烏龍派出所》：麻里愛、清正奈緒子、擬寶珠纏、茱蒂、微笑宿舍管理員、角田廣美、純平、早乙女沙織、兩津友內、山口桃江
- 《我愛美樂蒂》：夢野歌、小刺蝟哈利、旋律、留美、小栗鼠、啾米、美紀的媽媽、碓井幸、裕樹、教子、夏川夏美（第一季）、香取惠的媽媽、上野彩、千佳老師
- 《獸王星》：卡利姆、阿澄
- 《彩雲國物語》：紅秀麗、縹珠翠、縹英姬、柴凜
- 《救難小英雄》：遙鈴、傑伊、美波健、瑪莉教官
- 《怪傑佐羅力》（前譯怪俠索羅力）：伊豬豬
- 《坦克王》：馬後炮
- 《藍龍》：克露克、瑪魯瑪洛、辛西亞、洛妲雷絲、蘇、琳達、達奈爾
- 《高機動交響曲GPO》：橫山亞美（白之章）、山口葉月（白之章）、齋藤奈津子（綠之章）、伯爵夫人（綠之章）、辻野友美（青之章）
- 《恐龍王》：蘇菲亞
- 《羅密歐的藍天》：丹特、尼基塔、米婆婆※TVBS-G版本
- 《楚楚可憐超能少女組》：明石薰、小鹿圭子
- 《韋駄天翔》：坂卷驅、小雪
- 《閃電十一人》：圓堂守、少林寺步、音無春奈、浦部莉香
- 《戰鬥陀螺 鋼鐵奇兵》：鋼銀河、天童遊、小丸（ZEROG）、波佐間光、雙道寒、熊手熊太、李赤雲、紅蓮、隆、和樹、茉提、吉古森、安索（4D）、多萊（4D）、歐燕
- 《麻辣教師GTO》：神崎麗美、野村朋子、上原杏子、村井樹里亞、嘉手納南風※Channel [V]/衛視電影台版本
- 《狼與辛香料》：阿瑪提、狄安·魯本斯
- 《瀨戶的花嫁》：江戶前留奈
- 《天才麻將少女》：片岡優希、龍門淵透華、池田華菜、東橫桃子
- 《鬼影投手》：全部女性角色
- 《獵人（新版）》：小傑·富力士、柯特·揍敵客、妮翁·諾斯拉、派克諾妲、波東果·拉波依、阿路加·揍敵客
- 《抓狂一族》：大澤木小鐵※東森電影台版本
- 《激戰！彈珠人》：龍崎翔
- 《旋風管家：雙眼只有你》：瑪莉亞、桂雪路、西澤步、橘、愛澤咲夜
- 《旋風管家：Cuties》：瑪莉亞、桂雪路、西澤步、橘、愛澤咲夜
- 《LINE OFFLINE 》：兔兔
- 《天國少女》：娜潔拉、山手由依
- 《噬血狂襲》：藍羽淺蔥、葉瀨夏音、寂靜破除者、緣堂緣、奧可塔薇亞
- 《鬼燈的冷徹》：小白、阿香
- 《前輩有夠煩》：櫻井桃子

### 歐美動畫
- 《少年忍者龜》：艾波·歐尼爾※衛視中文台版本
- 《閃閃小超人》：泰迪、閃媽、艾老師
- 《航空小英雄》：蕾碧嘉※Disney+版本

### 韓國動畫
- 《雙胞胎姐妹花》：宋曉蘭

### 韓劇
- 《十二月的熱帶夜》：吳永欣
- 《麻辣女人》：金恩英
- 《搞笑一家親》：朴海美、金潤珠、敬和
- 《灰姑娘的姐姐》：具孝善、韓廷佑（童年）
- 《兩個妻子》：韓芝淑、姜瀚星、張英子
- 《愛你千萬次》：朴愛朗、池女士
- 《慾望之火》：南愛莉、楊仁淑

### 日本動畫電影
- 《新世紀福音戰士劇場版：死與新生》：葛城美里
- 《火影忍者疾風傳劇場版》：紫苑
- 《火影忍者疾風傳劇場版 牽絆》：祭、靜音
- 《火影忍者疾風傳劇場版 火意志的繼承者》：我愛羅、祭、靜音
- 《火影忍者疾風傳劇場版 失落之塔》：旗木卡卡西（少年期）、祭、靜音
- 《火影忍者劇場版 忍者之路》：祭、靜音、春野芽吹
- 《火影忍者劇場版：最終章》：祭、我愛羅
- 《火影忍者劇場版：慕留人》：祭、我愛羅
- 《塔麻可吉 DOKIDOKI!星球大暴走!?》：蒲公英、花花吉
- 《銀魂劇場版 新譯紅櫻篇》：定春、猿飛菖蒲、柳生九兵衛、來島又子
- 《銀魂完結篇 永遠的萬事屋》：定春、猿飛菖蒲、柳生九兵衛、月詠、蛋蛋(小玉)小姐
- 《烏龍派出所特別篇 UFO大逆襲龍捲風大作戰》：美娜

### 歐美動畫電影
- 《一千零二夜》：精靈仙子
- 《芭比與魔幻飛馬》：貝瑞卡
- 《嘰哩咕歷險記》：嘰哩咕※公視版本
- 《嘰哩咕與魔女》：嘰哩咕※公視版本
- 《蚊子單車冒險》：甲蟲米米、毛毛蟲、凱特、小愛皇后、波麗公主、朵米拉皇后

### 海外電影
- 《鬼來電完結篇》：惠美理
- 《寶貝阿丹》：湯利太太、女警
- 《曼谷保鏢》：克姆洛之妻
- 《賊婆百分百》：朱英珠、在恩
- 《鬼嚇八》：塚本美保、瀧澤由佳里之母、綾乃
- 《85度瘋狂之愛》：金語貞／尹貞
- 《東京大惡鬥》：奈緒、美南
- 《勁辣紅巨人》：杜奇雅
- 《戀愛情結》：小泉理沙
- 《仁太坊輕津三味線》：阿松嬸、留吉（幼年）

### 韓國遊戲
- 《劍靈（Blade & Soul）》：坎魔燈
- 《新楓之谷》：蓋婭

## 歌曲演唱
- 小貓巴克里  
電視動畫《小貓巴克里》主題曲
- 綠色璇律
電視動畫《小貓巴克里》「科普小教室」片尾曲